# 유니버설 키즈
유니버설 키즈(Universal Kids)는 NBC유니버설의 부서인 NBC유니버설 케이블 엔터테인먼트가 운영하는 미국의 어린이 텔레비전 채널이다.

## 같이 보기
- 피콕 (스트리밍 서비스)
- 드림웍스 채널